# Озеро «Лазьки»
О́зеро «Ла́зьки» — гідрологічний заказник місцевого значення в Україні. Розташований у межах Зіньківського району Полтавської області, на північ від села Лазьки.
Площа 65,8 га. Статус надано згідно з рішенням облради від 04.09.1995 року. Перебуває у віданні Батьківської сільської ради.
Статус надано для збереження лучно-болотних ділянок з різноманітною рослинністю, типовою для заплавної водойми. Оселище навколоводних видів фауни, регулятор клімату та гідрологічного режиму. У заказнику виявлено 1 рідкісний вид рослин та 19 рідкісних видів тварин.

## Галерея

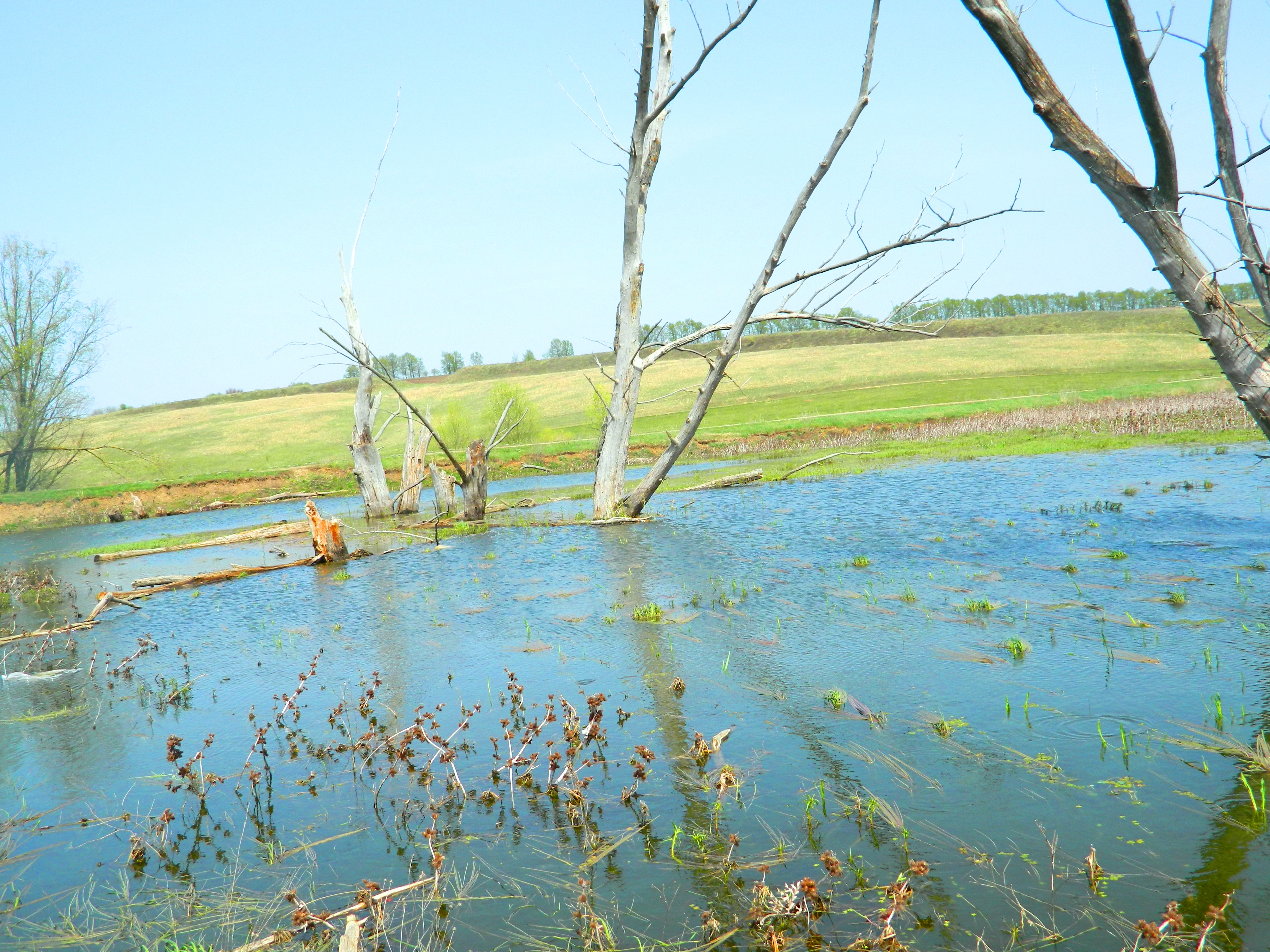
Залишки одного із заплавів озера.JPG
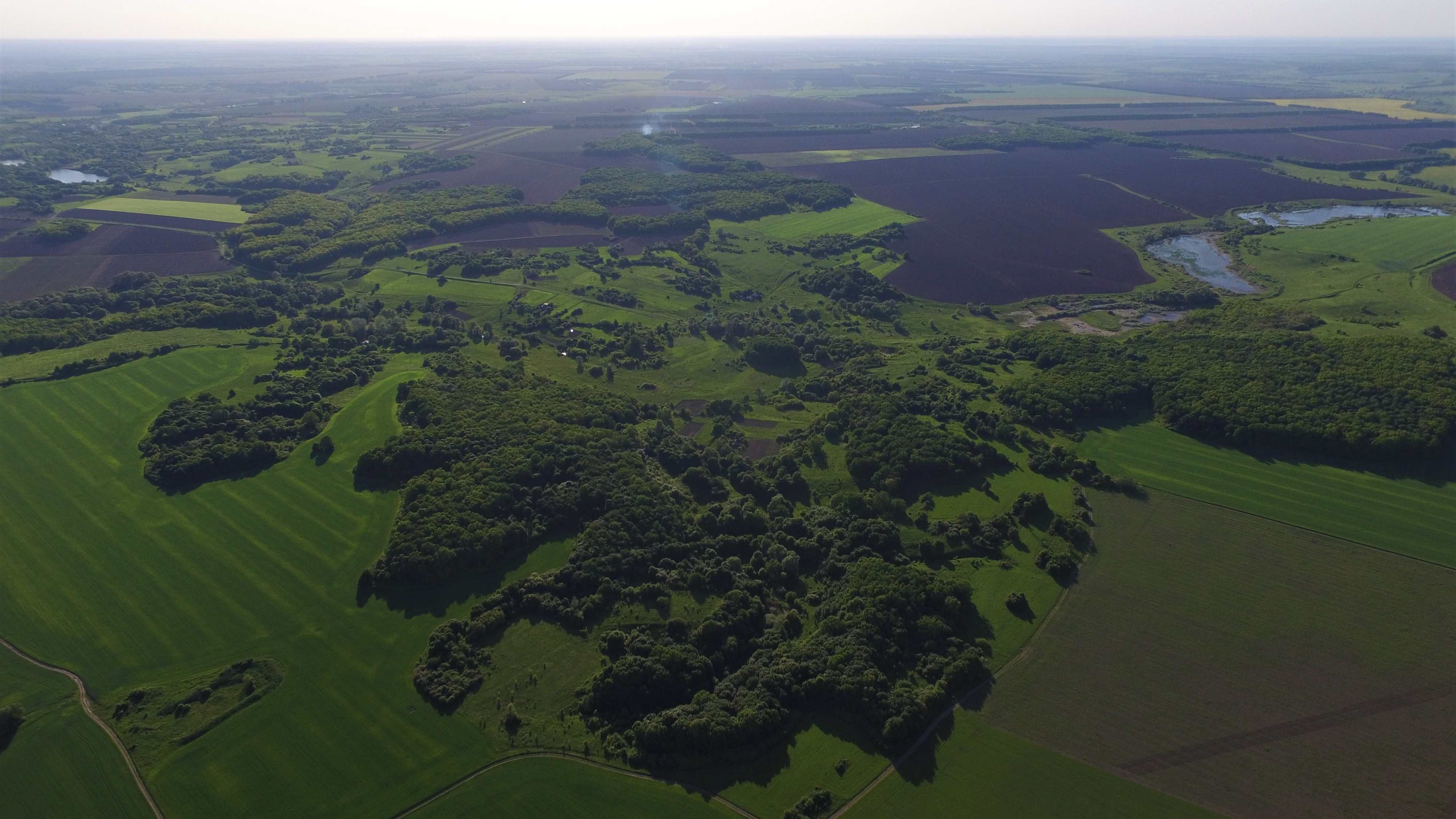
Озеро з висоти пташиного польоту
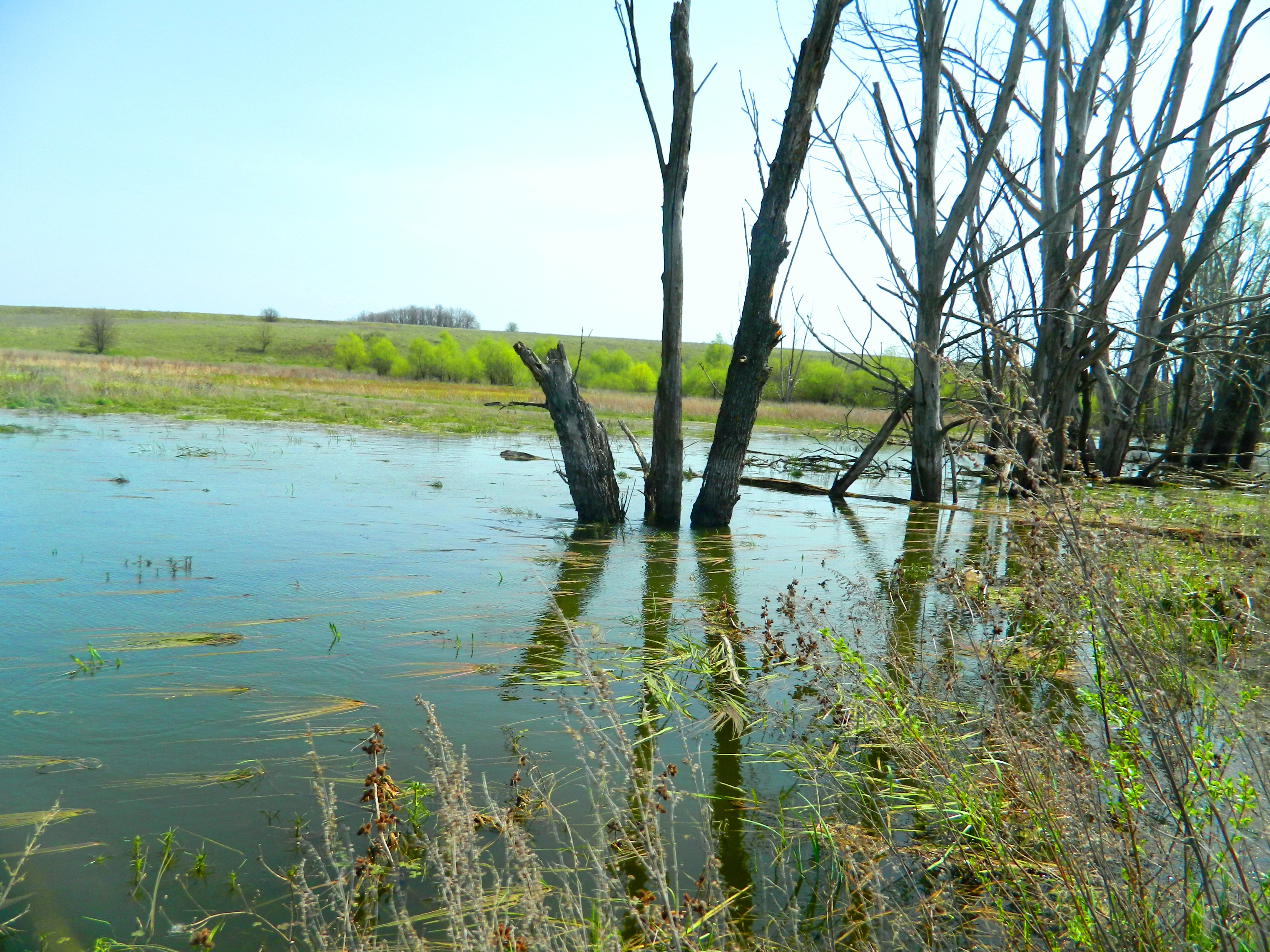
Озеро Лазьки
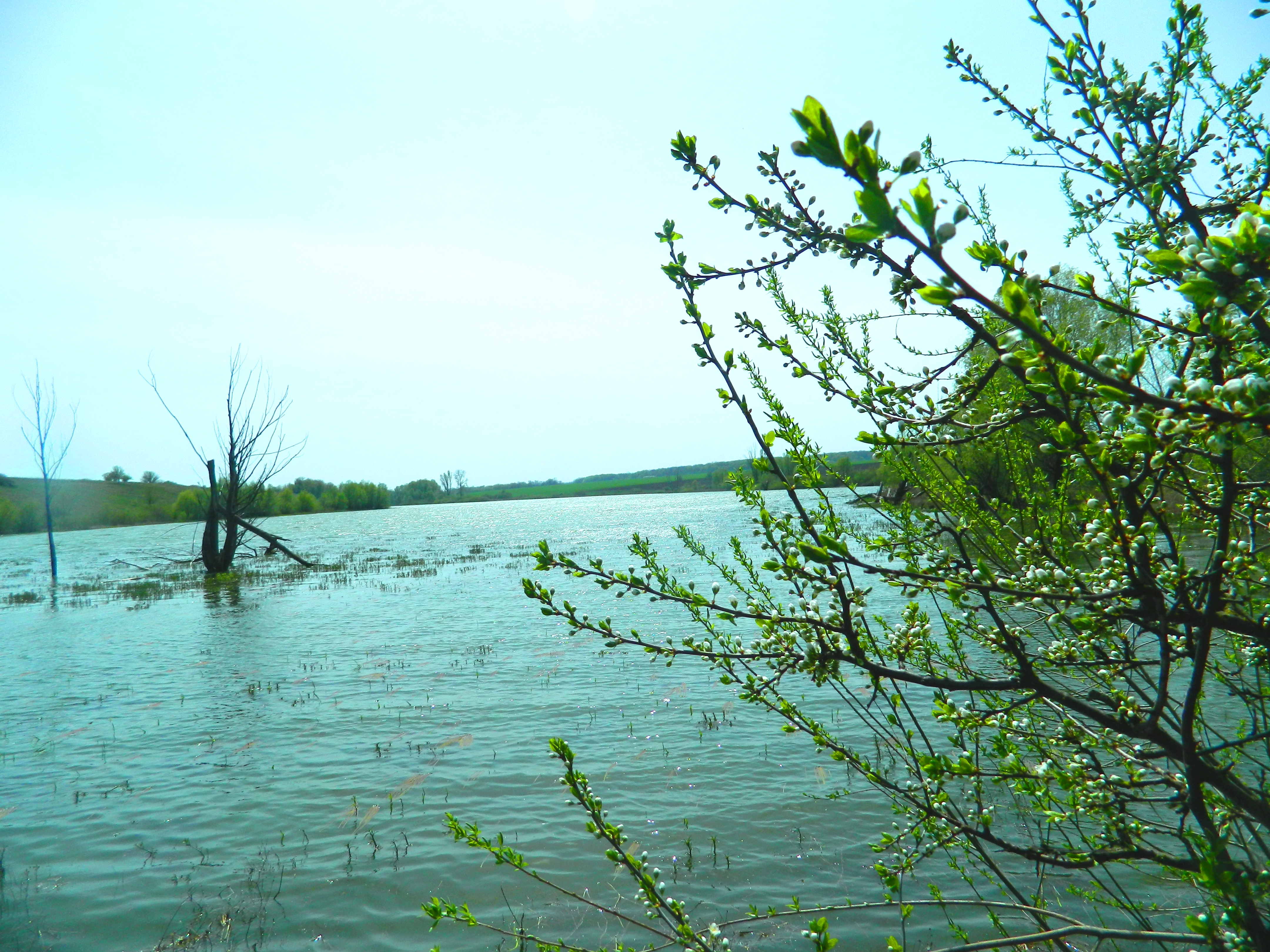
Весна